# St. Valentin und St. Martin (Gundelshausen, Schweitenkirchen)

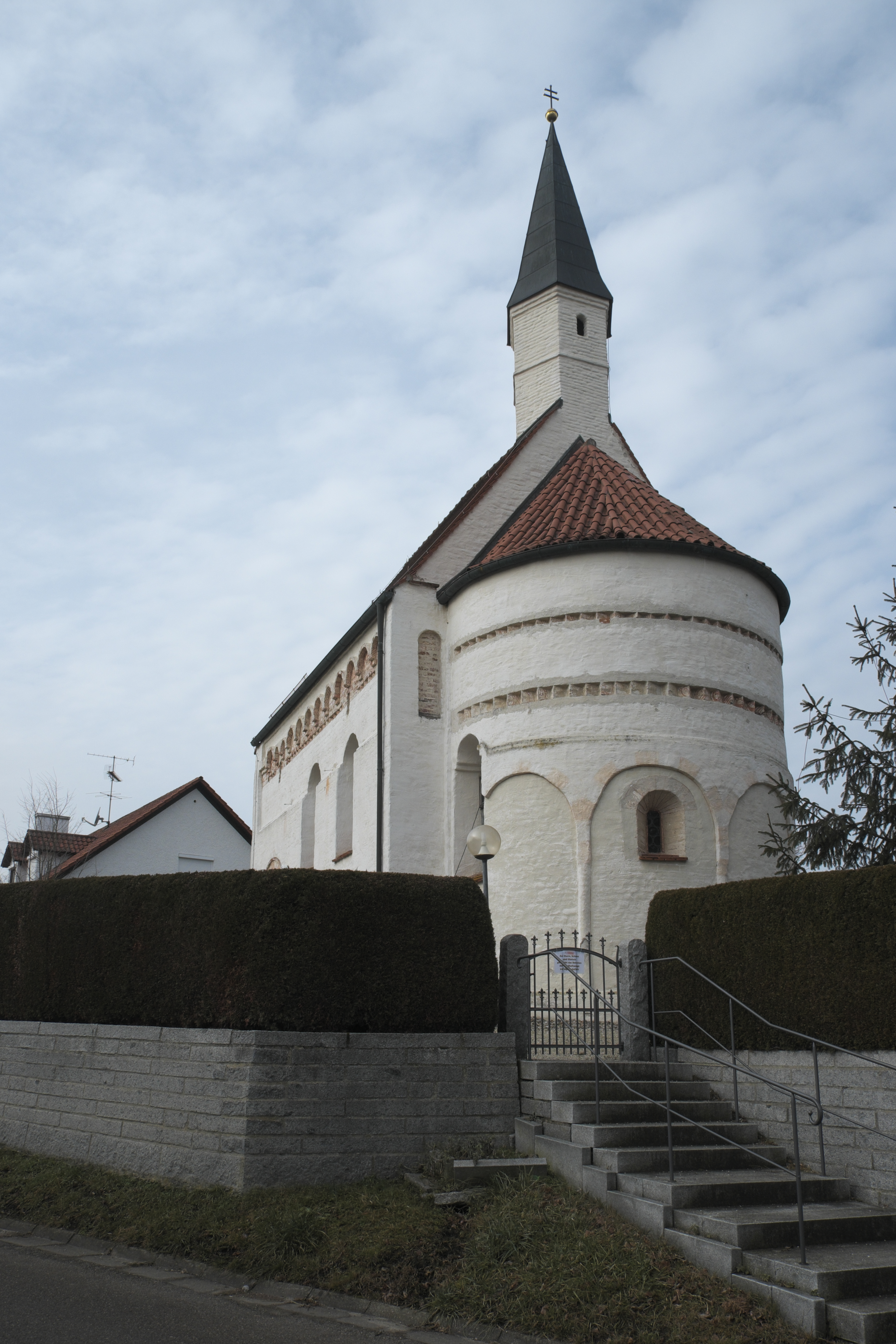
Filialkirche St. Valentin und St. Martin

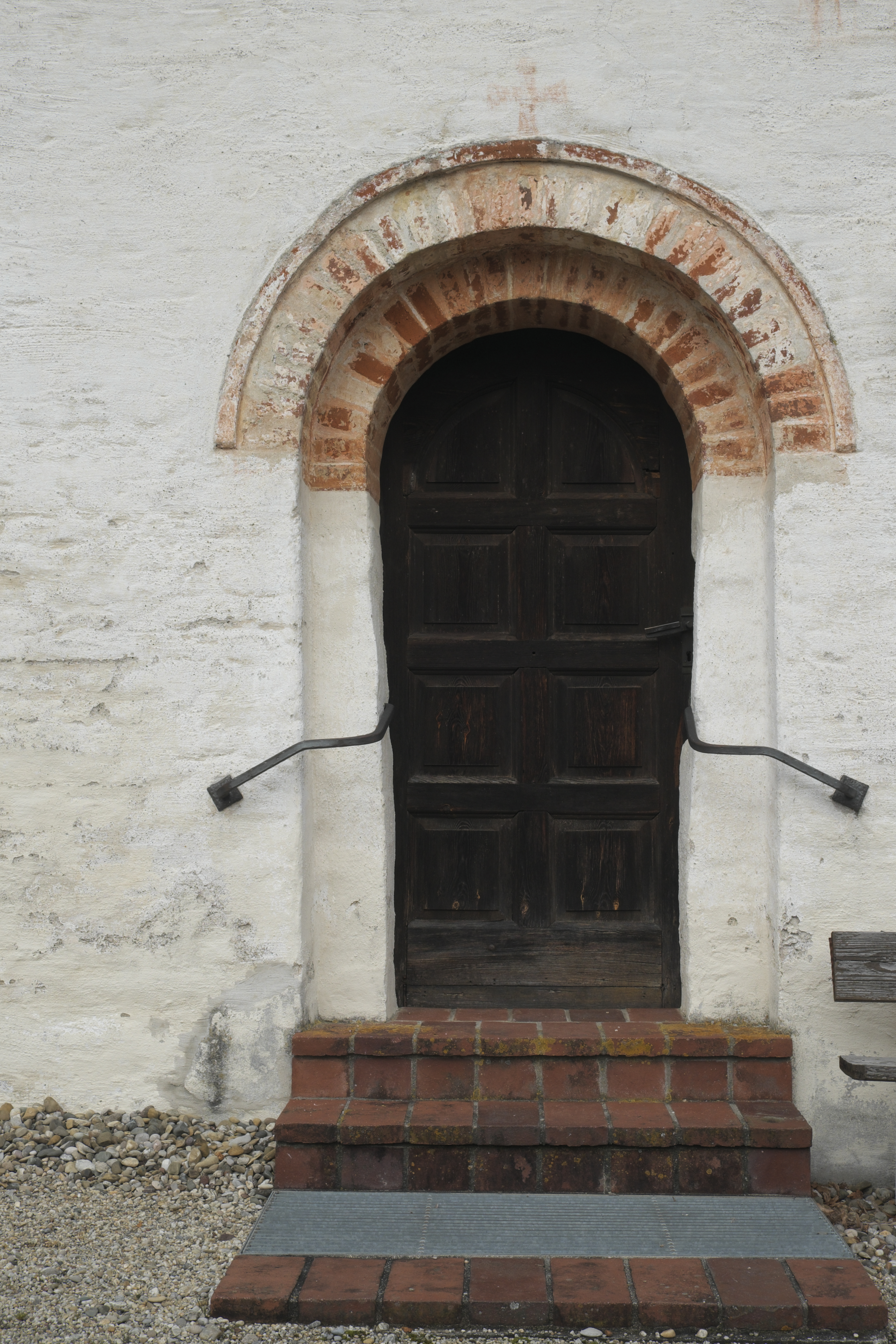
Südportal

Die römisch-katholische Filialkirche St. Valentin und St. Martin in Gundelshausen, einem Ortsteil von Schweitenkirchen im oberbayerischen Landkreis Pfaffenhofen an der Ilm, ist ein spätromanischer Backsteinbau aus dem 13./14. Jahrhundert, der weitgehend in seinem Originalzustand erhalten ist. Die Kirche, die an ihrem Außenbau noch romanischen Bauschmuck aufweist, ist ein geschütztes Baudenkmal und gehört zum Pfarrverband Schweitenkirchen im Dekanat Freising des Erzbistums München und Freising.

## Architektur

### Außenbau
Die Kirche ist ein bescheidener Saalbau mit eingezogener, halbrund geschlossener Apsis. Über dem Ostgiebel erhebt sich ein polygonaler Dachreiter, der mit einem Spitzhelm gedeckt ist. Die Ostseite des Langhauses weist auf beiden Seiten zwei schmale, hohe Rundbogenblenden auf. Die ungewöhnlich hohe, von einer Halbkuppel gedeckte Apsis reicht bis zum Giebelansatz des Langhauses. An der Südseite des Langhauses öffnet sich ein schmuckloses, rundbogiges Stufenportal zum Innenraum. Die großen Rundbogenfenster im Langhaus und im Chor wurden in der Zeit des Barock durchgebrochen.

### Innenraum
Das kleine Langhaus weist eine Länge von 7,60 Metern und eine Breite von 5,10 Metern auf, die Mauerstärke beträgt über einen Meter. In den Chor und in das Langhaus sind Flachdecken eingezogen. In etwa vier Meter Höhe sind die nördlichen und südlichen Langhauswände zurückgesetzt, was – wie die darüber durchgebrochenen Lichtschlitze – ein Hinweis darauf sein könnte, dass die Kirche ursprünglich zweigeschossig war und vielleicht ein profanes Obergeschoss besaß.

## Bauschmuck
Über dem Portal ist in der gesamten Länge des Langhauses ein rechteckiges Blendfeld eingeschnitten, das oben von einem Rundbogenfries und darunter von einem, durch kleine Lichtschlitze unterbrochenen Deutschen Band gerahmt wird. Die Bögen der Blendarkaden ruhen auf gestuften Konsolen, die Bogenfelder sind mit ornamentalen und figürlichen Rotmalereien verziert, die bei der Restaurierung in den Jahren 1973 bis 1976 wieder freigelegt und teilweise ergänzt wurden. Auf den Malereien sind Schachbrettmuster, ein Rad, ein Kreuz und andere Leidenswerkzeuge, Löwen und Tiersymbole zu erkennen.
Die Apsis wird im unteren Bereich von fünf Blendbögen, die auf Halbsäulen aufliegen und in deren Mitte ein kleines romanisches Fenster erhalten ist, gegliedert. Den oberen Bereich unterteilen zwei Reihen von umlaufenden Deutschen Bändern in drei Felder. Auf den Steinen des Frieses sind Schreckgesichter aufgemalt.

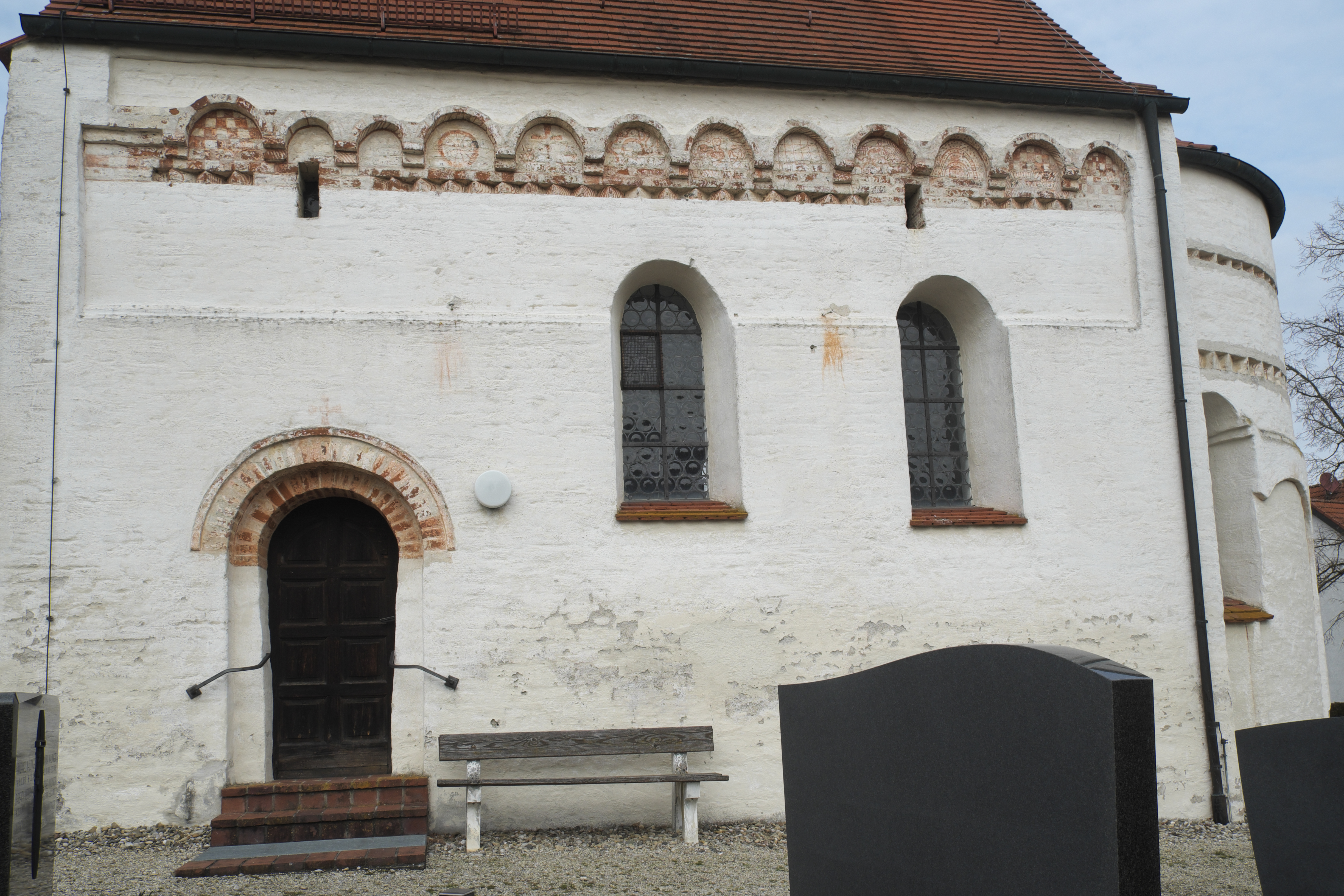
Südfassade mit Blendfeld und Bogenfries
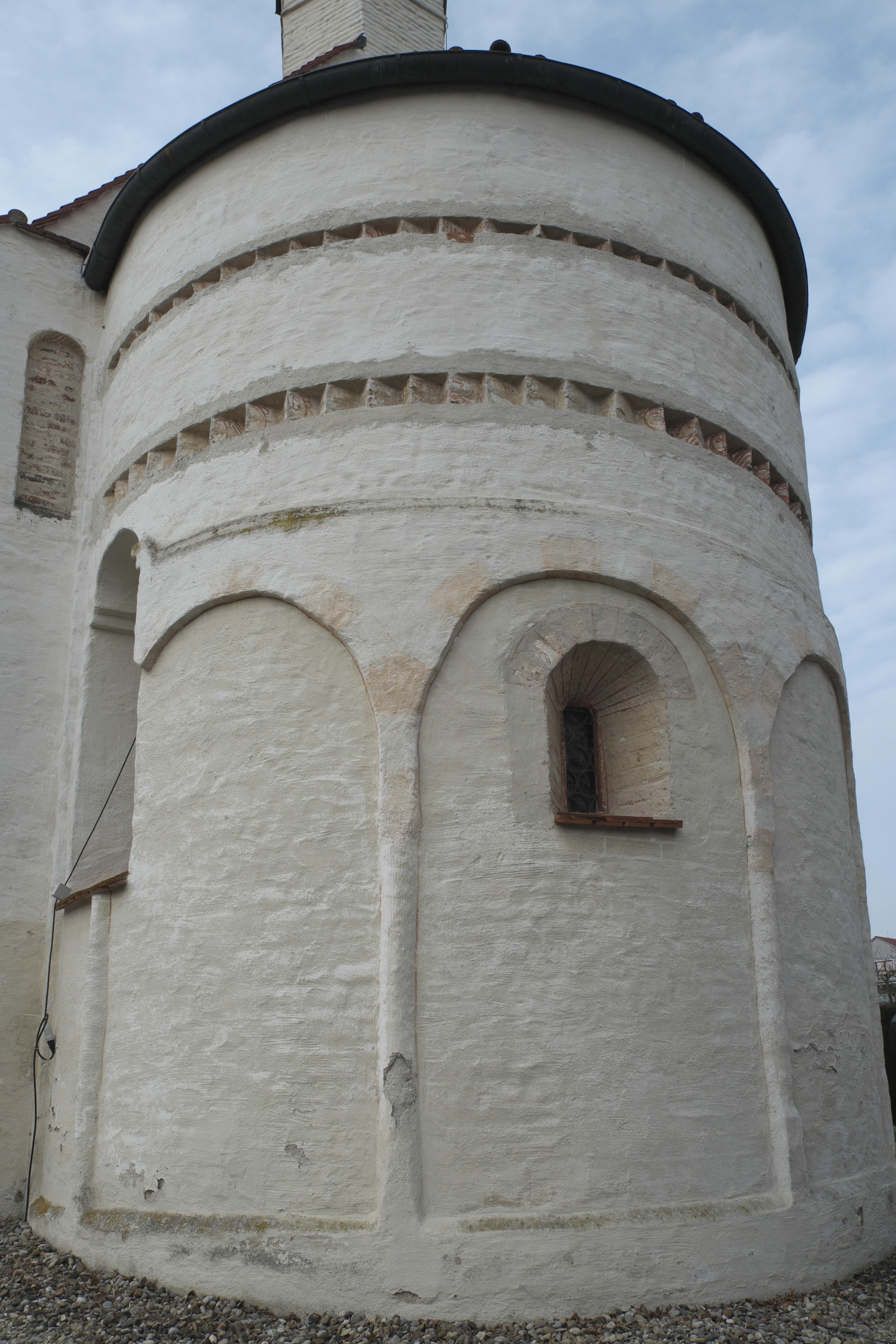
Apsis, Blendbögen mit romanischem Fenster (unten), Deutsche Bänder (oben)

## Ausstattung
- Die hölzerne Westempore stammt vielleicht noch aus dem 15. Jahrhundert.
- Der Altar mit der Figurengruppe des heiligen Martin mit Bettler wurde 1665 angefertigt. Die Assistenzfiguren, der heilige Laurentius und der heilige Korbinian, stammen aus dem frühen 16. Jahrhundert.
- An der südlichen Langhauswand hängt ein spätgotisches Kruzifix.